# Rue des Colonnes-du-Trône
La rue des Colonnes-du-Trône est une voie située dans le 12e arrondissement de Paris, en France.

## Situation et accès
Longue de 210 mètres, elle commence avenue de Saint-Mandé et finit place de l’Île-de-la-Réunion.

## Origine du nom
Cette voie doit son nom aux colonnes de l'ancienne barrière du Trône que surmontent les statues de saint Louis et de Philippe Auguste.

## Historique
Cette voie est ouverte sous le nom de « cité du Trône » vers 1889.
En 1883, 12 petites maisons ouvrières donnant sur la rue des Colonnes-du-Trône et sur l’impasse des Arts sont vendues « avec de grandes facilités de paiement » à des familles d’ouvriers parisiens, « honnêtes et laborieux ». Construites par Jacques Fabien, un habitant du 16e arrondissement, ces maisons se composent « d’un rez-de-chaussée et d’un premier étage, comprenant chacun : deux chambres avec cheminée, un réduit servant de cuisine, avec corps de cheminées et fenêtre, et un cabinet d’aisance, également avec fenêtre donnant sur une petite cour ; le tout bien éclairé et bien aéré ». Les habitations donnant sur la rue des Colonnes-du-Trône sont vendues 5 000 F l’une, celles sur l’impasse des Arts 3 000 F.

## Bâtiments remarquables et lieux de mémoire
- No 5 : siège de la Fédération française de cardiologie[2], de la Société française de cardiologie et de la Fondation cœur et recherche.